# Aristolochia gigantea
Aristolochia gigantea Mart. – gatunek rośliny z rodziny kokornakowatych (Aristolochiaceae Juss.). Występuje naturalnie w Brazylii (w stanach Bahia, Minas Gerais, Parana, Rio de Janeiro oraz São Paulo), jednak została naturalizowana między innymi w Panamie i Kostaryce.

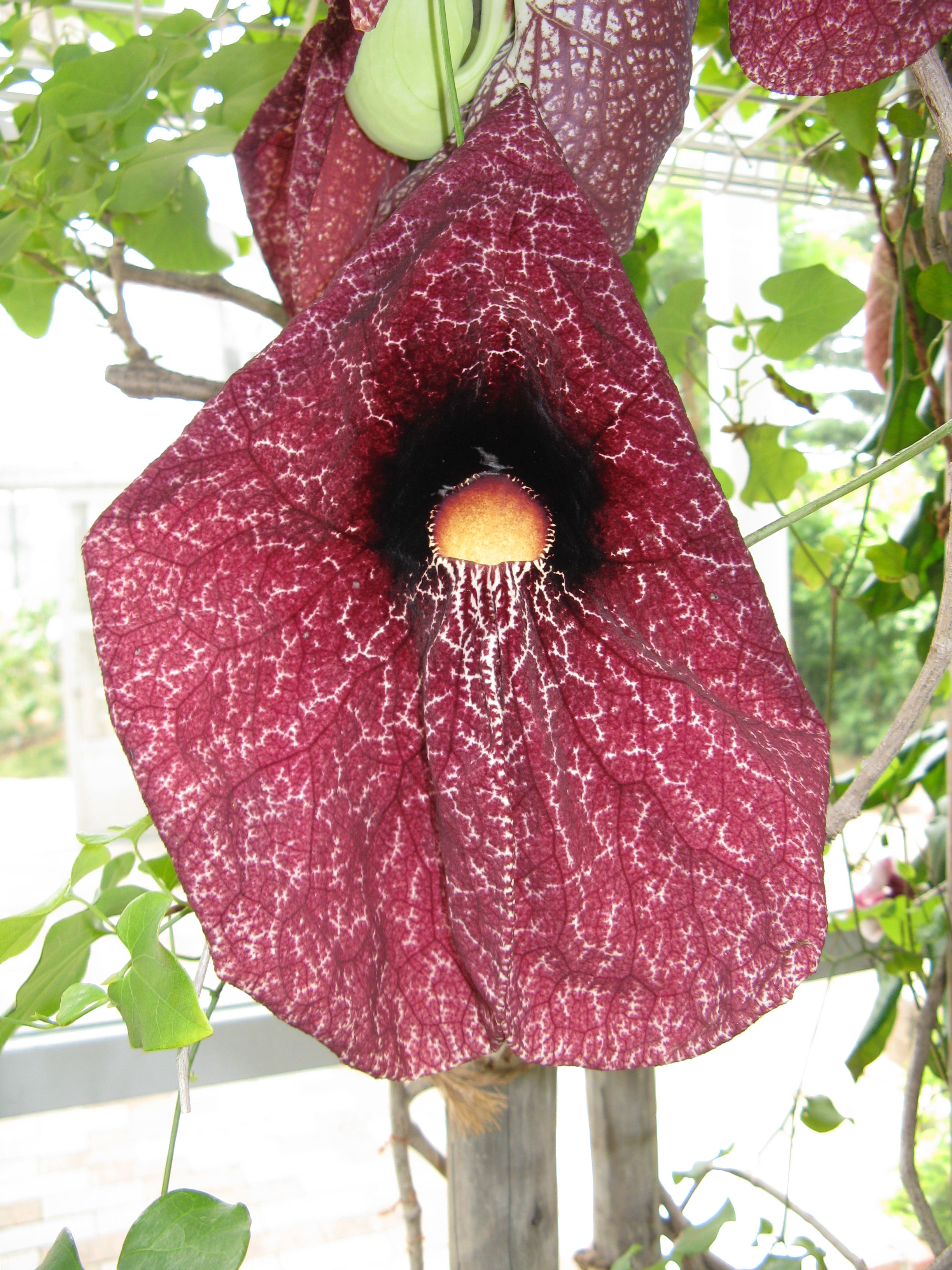
Kwiat

## Morfologia
PokrójPnącze o trwałych i częściowo zdrewniałych pędach. Mogą one osiągnąć średnicę 2–5 cm.
LiścieMają owalny kształt. Mają 9–13 cm długości oraz 12 cm szerokości. Nasada liścia ma sercowaty kształt. Z ostrym wierzchołkiem.
KwiatyZygomorficzne, pojedyncze. Mają jasnozieloną barwę.